# Bas-Uele
Koordinaten: 2° 54′ N, 24° 42′ O
Bas-Uele (dt. bas = Nieder, in deutschen Atlanten meist Uelle, belgisch-französisch Uele, franco-französisch auch Ouélé) ist eine Provinz in der Demokratischen Republik Kongo mit der Hauptstadt Buta.

## Geografie
Die Provinz hat eine Fläche von 148.331 km². Sie liegt im Nordosten des Landes und grenzt im Norden an die Zentralafrikanische Republik, im Osten an die Provinz Haut-Uele, im Süden an Tshopo und im Westen an Mongala und Nord-Ubangi.

### Verwaltungsgliederung
Die Provinz teilt sich in die sechs Territorien Aketi, Ango, Bambesa, Bondo, Buta und Poko sowie die Stadt Buta.

### Demographie
| Zensus 1. Juli 1984 | Projektion 1. Juli 2010 | Projektion 1. Juli 2015 | Projektion 1. Juli 2020 |
| ------------------- | ----------------------- | ----------------------- | ----------------------- |
| 545.458             | 1.004.000               | 1.138.000               | 1.369.600               |

## Geschichte
Bei der Gründung der DR Kongo lag das Gebiet des heutigen Bas-Uele in der Provinz Orientale. Diese wurde 1962 aufgelöst und Bas-Uele wurde erstmals eine eigene Provinz, allerdings wurde Orientale schon 1966 wiederhergestellt. Diese sollte gemäß der Verfassung von 2005 erneut in vier Provinzen aufgeteilt werden. Die Verwaltungsreform wurde allerdings mehrmals verschoben und 2011 abgesagt, schließlich 2015 doch umgesetzt und Bas-Uele damit wieder zur Provinz erhoben.